# 6522 Aci
6522 Aci (1991 NQ) là một tiểu hành tinh vành đai chính được phát hiện ngày 9 tháng 7 năm 1991 bởi E. F. Helin ở Palomar.